# Pfarrkirche Amstetten-St. Stephan

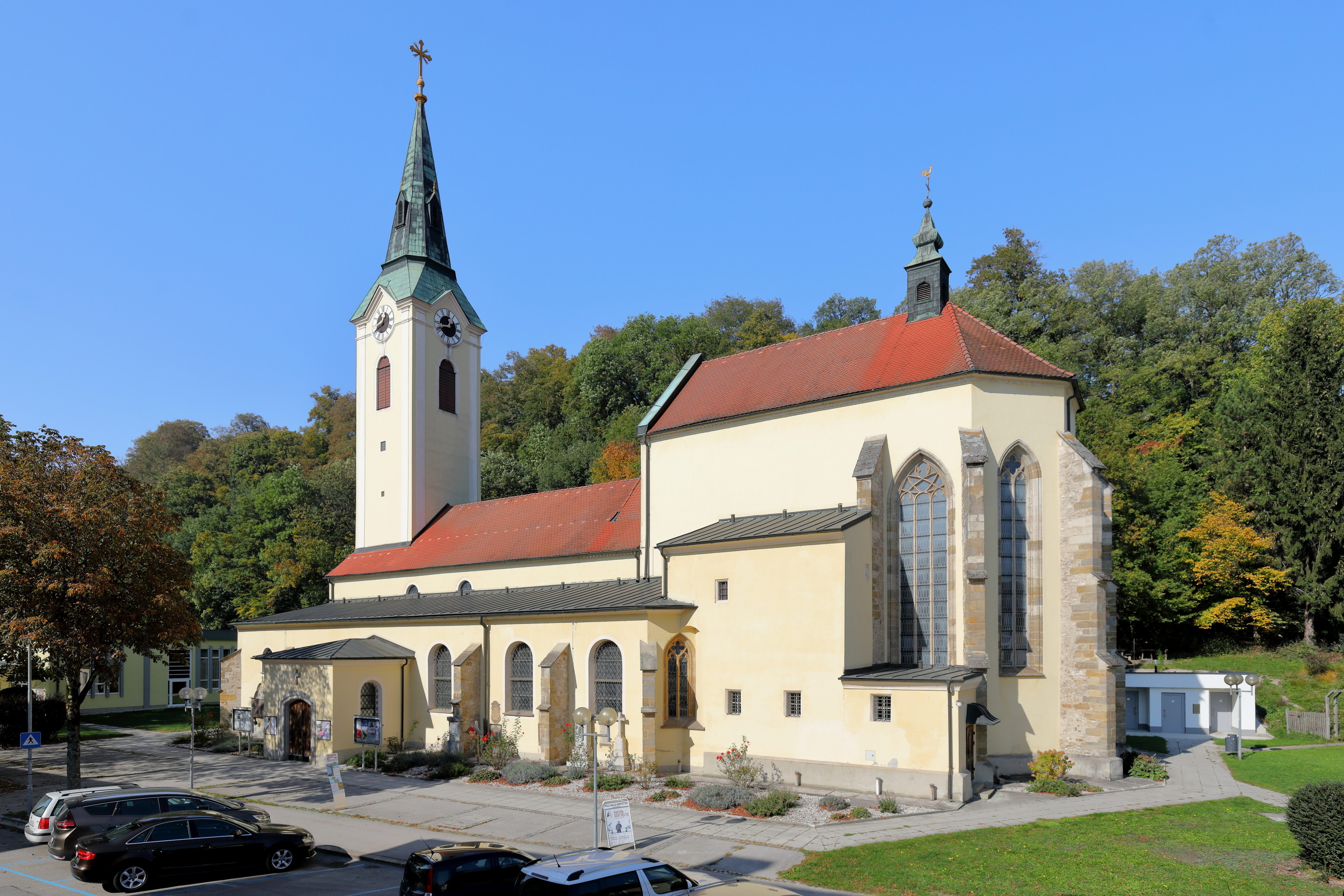
Kath. Pfarrkirche hl. Stephanus in Amstetten

Die Pfarrkirche Amstetten-St. Stephan steht in der Stadtgemeinde Amstetten in Niederösterreich. Die römisch-katholische Pfarrkirche hl. Stephanus gehört zum Dekanat Amstetten der Diözese St. Pölten. Die Kirche steht unter Denkmalschutz.

## Geschichte
Die Pfarrkirche St. Stephan steht über den Fundamenten einer älteren Kirche, deren Mauerreste bei der Renovierung im Jahr 1975 gefunden wurden. Diese umfasste etwa das heutige Mittelschiff, ihr sich nach Süden neigender Chorraum war kleiner und dürfte in der 2. Hälfte des 13. Jahrhunderts entstanden sein. Er weist bereits eine gotische Form auf, das Hauptschiff könnte aber romanischen Ursprungs gewesen sein. Im 14. Jahrhundert wurde eine Kapelle angebaut, die den ältesten erhaltenen Bauteil der jetzigen Kirche, den vorderen Teil des nördlichen Seitenschiffes, darstellt und der schmerzhaften Muttergottes geweiht gewesen ist. Der nächste Bauabschnitt war durch den Neubau des Langhauses samt dem nördlichen Seitenschiff gekennzeichnet.
Der bis dahin frei an der Westseite der Kirche stehende Turm wurde im Süden erst verbaut, als das zweite Seitenschiff hochgezogen wurde. 1450 fasste man den Entschluss, denselben auch im Norden zu verbauen, wodurch die heutige Taufkapelle entstand. Von 1787 bis 1789 wurde dieser erhöht und mit einem barocken Helm versehen, während er seine heutige Form erst 1882 erhielt. Seine Höhe beträgt bis zum Knauf des Kreuzes 43 Meter.

## Architektur
Die gotische Pfarrkirche St. Stephan ist mit je zwei halbrunden Obergadenfenstern in beiden Hochschiffswänden ein Grenzfall zur Basilika und hinichtlich der Höhen von Mittelschiff und Seitenschiffen eine Staffelkirche an der Grenze zwischen Stufenhalle und Pseudobasilika.

## Ausstattung
Der Hochaltar ist ein Werk des Südtiroler Holzschnitzers Franz Schmalzl aus St. Ulrich in Gröden, der ihn 1889 entworfen und 1901 aufgestellt hat. In seinem Mittelschrein ist das Martyrium des hl. Stephanus dargestellt, links finden sich die Statuen der Heiligen Petrus und Laurentius, rechts des hl. Florian und des hl. Paulus. Oberhalb dieser Figuren befindet sich links eine Darstellung Johannes des Täufers und rechts eine Johannes des Evangelisten. Über dem Schrein ist links der hl. Joachim und rechts die hl. Anna zu sehen, zwischen denen eine spätgotische Statue der hl. Maria, die ursprünglich aus der Kapelle der Familie Dorner aus Stocka stammt, aufgestellt ist.
Die Seitenaltäre wurden von Josef Kepplinger aus Ottensheim 1889 geschaffen. Jener im linken Seitenschiff trägt eine von Engeln flankierte Statue der hl. Maria von Lourdes. Links ist eine Figur des hl. Johannes Nepomuk platziert, rechts eine des hl. Rochus, während ganz oben eine Christusstatue Aufstellung gefunden hat. Am rechten Seitenaltar bildet eine Herz-Jesu-Statue das Zentrum, von der links die Heiligen Christophorus und Thomas sowie rechts der hl. Sebastian und der hl. Nikolaus zu sehen sind. Die Weihe des linken Seitenaltares erfolgte 1889, jene des rechten 1891.
Die Taufkapelle beherbergt einen zwölfseitigen Taufstein, der aus dem 15. Jahrhundert stammt. Dessen neugotischer Aufbau wurde 1892 ebenfalls von Josef Kepplinger geschaffen, trägt eine Darstellung des Sonntagberger Gnadenstuhls, der heiligen Dreifaltigkeit. Die Halbreliefs zeigen die biblischen Szenen der innen dargestellten Taufe Jesu sowie der Arche Noah und der Errettung am Schilfmeer, die außen angebracht sind. Die Bemalungen auf der Innenseite der Aufsatzflügel stammen von Ludwig Hase aus Linz und stellen zwei biblische Taufen dar.
Die Orgel wurde 1898 von Leopold Breinbauer in das barocke Gehäuse der von Lorenz Franz Richter aus Freistadt 1763 errichteten alten Orgel eingebaut und verfügt über 20 Register auf zwei Manualen und Pedal.